# Zimmerius gracilipes
El mosquerito patifino (Zimmerius gracilipes), también denominado tiranolete patitenue (en Ecuador), tiranuelo amazónico (en Colombia), moscareta de pata delgada (en Perú) o atrapamoscas patifino (en Venezuela),  es una especie de ave paseriforme de la familia Tyrannidae perteneciente al género Zimmerius. Es nativo de la cuenca del amazonas occidental en América del Sur. 

## Distribución y hábitat
Se distribuye en las regiones amazónicas del sur y este de Colombia al sur de Venezuela, este de Ecuador, este de Perú, norte de Bolivia y oeste de la Amazonia brasileña.
Esta especie es considerada bastante común en sus hábitats naturales: el dosel y los bordes de bosques húmedos, tanto de terra firme como en zonas inundables y áreas de suelos arenosos, generalmente por debajo de 1000 m de altitud, pero encontrada hasta los 2000 m en Venezuela.

## Descripción
Mide 10,5 cm de longitud. El iris es grisáceo pálido. Presenta la corona gris; partes superiores verde oliva, con alas oscuras y coberteras y plumas de vuelo con bordes amarillos; tiene supraloreal y garganta blancuzcos; pecho oliva grisáceo y vientre amarillo claro.

## Comportamiento
Generalmente se mueve por el dosel del bosque bien arriba del suelo, donde es difícil de ser visto. Usualmente en pareja y se encarama de forma más o menos horizontal, y generalmente mantiene la cola medio levantada. Sabe acompañar bandadas mixtas.

### Alimentación
Se alimenta de frutos y de artrópodos capturados entre la vegetación.

### Reproducción
Construye un nido pendular en forma de bolsa con entrada lateral.

### Vocalización
El canto es un «piu, tri-ri-ri» suave y acendiente, repetido incansablemente.

## Sistemática

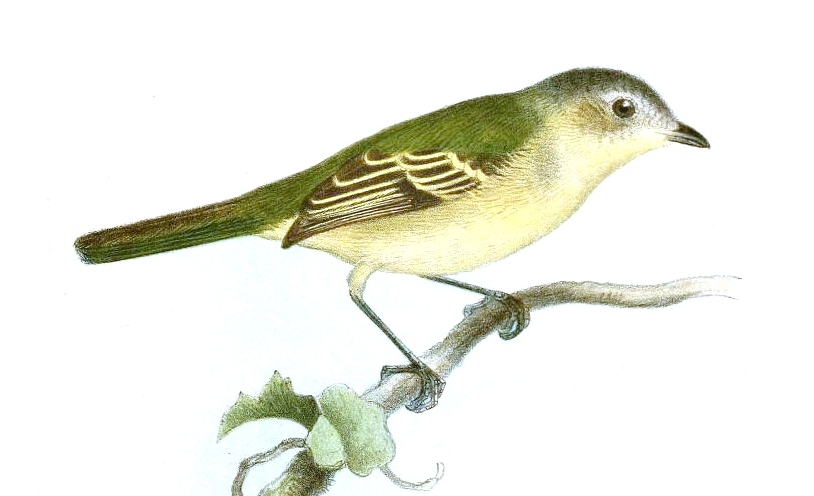
Tyranniscus gracilipes; ilustración de Smit para Catalogue of the Birds in the British Museum, 1888.

### Descripción original
La especie Z. gracilipes fue descrita por primera vez por los zoólogos británicos Philip Lutley Sclater y Osbert Salvin en 1868 bajo el nombre científico Tyranniscus gracilipes; su localidad tipo es: «Pebas, Perú».

### Etimología
El nombre genérico masculino «Zimmerius» conmemora al ornitólogo estadounidense John Todd Zimmer (1889-1957); y el nombre de la especie «gracilipes», se compone de las palabras del latín «gracilis» que significa ‘fino, esbelto’, y «pes» que significa ‘pies’.

### Taxonomía
La especie Zimmerius acer del escudo guayanés, este de la Amazonia y del noreste de Brasil, hasta recientemente fue tratada como la subespecie Zimmerius gracilipes acer, pero ha sido separada como especie plena con base en diferencias morfológicas, de vocalización y evidencias genético-moleculares.

### Subespecies
Según las clasificaciones del Congreso Ornitológico Internacional (IOC) y Clements Checklist/eBird se reconocen dos subespecies, con su correspondiente distribución geográfica:
- Zimmerius gracilipes gracilipes (P.L. Sclater & Salvin), 1868 – sureste de Venezuela (Bolívar, Amazonas), extremo este de Colombia (Vichada al sur hasta Amazonas), noroeste de Brasil (Amazonas), este de Ecuador y noreste de Perú (Loreto).
- Zimmerius gracilipes gilvus (J.T. Zimmer), 1941 – oeste y sur de la Amazonia brasileña (Amazonas al sur hasta Rondônia y  norte de Mato Grosso, al este hasta el río Negro y río Tapajós), centro y sureste de Perú y norte de Bolivia (al sur hasta Cochabamba y norte de Santa Cruz).